# 藤子A不二雄
もしかして
- 藤子不二雄Ⓐ

ではありませんか？